# أيولس
أيولس (لغة إغريقية: Αἰολίς, Aiolís)، أو أيوليا (/iːˈoʊliə/; Αἰολία, Aiolía)، كانت المنطقة التي تضم المنطقة الغربية والشمالية الغربية من آسيا الصغرى، ومعظمها على طول الساحل، وكذلك العديد من الجزر البحرية (وخاصة لسبوس)، حيث كانت توجد دول المدن اليونانية الأيوليونية. ضمت أيولس الأجزاء الجنوبية من ميسيا، والتي تحدها من الشمال، إيونية من الجنوب و ليديا إلى الشرق.

## الأشخاص المميزون
- أوطولوقس
- Hellanicos of Lesbos
- أندريسكوس
- إلياس فينيتسيس  [لغات أخرى]‏